# Etični kodeks
Etični kodeks uporabljajo organizacije za pomoč uporabnikom pri razumevanju med tem, kaj je prav in kaj narobe in dodaja to razumevanje k njihovim odločitvam. Etični kodeks se pretežno deli na tri dele: poslovno etiko, etiko ravnanja zaposlenih in etiko podjetja.

## Etični kodeks ali kodeks ravnanja (Podjetna ali poslovna etika)
Veliko podjetij ne razlikuje pomena besed med etičnim kodeksom in kodeksom ravnanja, ki pa bi ju morali razlikovat. Etični kodeks je veljaven takrat kadar podjetje izpolnjuje obveznost do interesne skupine. Kodeks je javno dostopen vsem, ki se zanima za delovanje podjetja in načina kako podjetje posljuje. Vsebuje podrobnosti kako podjetje posljuje in predstavlja njegovo vizijo ter vsebuje vodič za zaposlene glede etičnih standardov in kako jih doseči. Na drugi strani pa imamo kodeks ravnanja, ki pa je naslovljen na samo zaposlene v podjetju. V kodeksu ravnanja so po navadi opisane omejitve in obnašanje zaposlenih v podjetju in bo bolj skaldno oz. osredotočeno na pravila kot pa na načela. Ta kodeks lahko uporabljajo tudi nevladne organizacije.

## Kodeks ravnanja
Kodeks ravnanja je niz pravil ki opisujejo socialne norme, pravila in odgovornosti ali ustrezno delovanje za pozameznika, stranko ali organizacijo. V povezavi s tem so tudi etični, moralni, etični kodeks in verski zakoni.                                                                                                                                                   Kodeks ravnanja je napisan za zaposlene v podjetju ki govori kako varovati poslovne tajnosti in kaj se pričakuje od delavca v podjetju. Primerno je tudi za manjša podjetja da oblikujejo dokument kaj se vse pričakuje od delavca v podjetju. Dokumenti ne rabijo biti zakomplicirani ampak preprosti, kjer opisujejo kaj vse podjetje pričakuje od delavca.

## Poklicna etika
Poklicna etika opisuje, kaj se pričakuje od strokovnjakov v podjetjih, organizacijah in posameznikov. Strokovnjaki in tisti, ki opravljajo delo v strokovnih poklicih opravljajo specializacijo. Končana specializacija pomaga strokovnjakom na njihovem področju do pravilne presoje in odločitev, vendar pa širša javnost tega ni zmožna ker nimajo potrebnega znanja in spretnosti s tega področja. 
Eden od znanih primerov s tega področja je Hipokratova zaprisega, katero zdravniki uporabljajo še dandanes. 

## Kodeks ravnanja (Etika podjetja)
Kodeks ravnanja je sprejet v podjetjih, v vladnih organizacijah in nevladnih organizacijah. Kodeks ravnanja je lahko oblikovan kot kodeks odgovornosti v stroki, ki opredeljuje težka vprašanja, težke odločitve, ki so nujna in določa kakšno vedenje velja kot etično ali pravilno ali  pravo v pravih okoliščinah. V okviru članstva je lahko nespoštovanje kodeksa ravnanja za posledico izključitev iz poklicne organizacije. Mednarodna računovodska zveza je leta 2007 na podlagi svojega Mednarodnega priročnika za delo in Opredeljevanje in razvoj učinkovitega kodeksa za ravnanje organizacij  podala definicijo: Načela, vrednote, standardi ali pravila obnašanja, ki vodijo k pravilnim odločitvam, postopkom in sistemom organizacije do te mere da prispeva k blaginji ključnih deležnikov in da spoštuje pravice vse prisotnih v proscesu dela .  Navedenih je nekaj primerov iz Etike podjetja od organizacij Society of Professional Journalist (SJP) in Public relations society of America (PRSA): 
- Zmanjšati škodo (Iskrenost) - Public relations society of America code of ethics - Možno je priti do resnice brez da nekomu ogroziš življenje in ugled.
- Pravilno ravnanje (Potrpežljivost) - Public relations society of America code of ethics - Zmožen moraš delati in to delo tudi narediti ne glede na razlike kar pa se obrestuje na dolgi rok v karieri.  Dobri odnosi v družbi se ohranijo, če si potrpežljiv, zmožen prisluhniti in se pravilno odločati.
- Krepitev poklicnih razmerij (Prijaznost) - Public relations society of America Code of Ethics – Temelj za dober odnos med strankama je prijaznost. Da pa je ta odnos dobro vzpostavljen se moraš razumeti s stranko, moraš pridobiti strankino  zaupanje in dobiti najboljše rezultate iz vaših storitev. Razumevanje s posameznikom je koristno kot za vas in kot za stranko.
- Prikaz zvestobe (Zvestoba) - Public Relations Society of America Code of Ethics - Biti zvest tistim ki jih predstavljaš, medtem ko je naša dolžnost služiti javnemu interesu.
- Bodi pravičen (Pravičnost) - Public Relations Society of America Code of Ethics - Bodi pravičen s strankami, delodajalci, konkurenco, kolegi, dobavitelji, mediji in širšo javnostjo. Spoštuj mnenja drugih in podpiraj svobodo izražanja.
- Deluj neodvisno (Pogum) - Society of Professional Journalists Code of Ethics - Bodi neodvisen začrtaj si svojo pot, svojo misijo. Za vse to je potreben pogum. To pomeni da si pripravljen riskirati za svoj uspeh.
- Zmanjšaj Škodo (Odkritost) - Society of Professional Journalists Code of Ethics - Uravnoteži potrebo javnosti po informacijah pred morebitno škodo ali neugodjem. Želja po novicah ni aroganca ali nepotrebna vsiljivost. Ravnotežje med pravico obsojenega do pravičnega sojenja s pravico javnosti da spozna.

- Deluj neodvisno (Neodvisnost) - Society of Professional Journalist Code of Ethics - Izogibaj se navzkrižnih interesov, resničnih ali zaznanih. Odkrij neizogibne konflikte.

## Splošne opombe
Etični kodeksi so pogosti s strani poslovodstva, da ne bi spodbujali posebno moralno teorijo ampak zato, da bi bilo praktično za delovanje organizacije v kompleksni družbi v kateri morala šteje kot pomemben del.
Etični kodeksi se razlikujejo od moralnih kodeksov, ki jih lahko srečamo v kulturi, izobrazbi in religiji v družbi. Pojavlja se vprašanje če bi morali politiki uporabljati etični kodeks in ali je ta poklic povsem diskrecijski.   
Pogosto, dejanja ki kršijo etični kodeks lahko pravtako kršijo zakon ali predpis. Ta dejanja so lahko kaznovana s strani  zakona ali sredstev vladne agencije.  
Tudi kriminalne organizacije in kriminalne družbe imajo etični kodeks in kodeks ravnanja, ki pa je uraden ali neuraden. Primeri teh so ulične tolpe, hekerska skupnost, tatovi.
Židovska literatura ima najstarejši in najbolj ohranjeni etični kodeks. Obsega področja iz vsakodnevnega življenja. 